# Casa Tarradellas
Casa Tarradellas es una empresa de alimentación española fundada en el año 1976 por Josep Tarradellas Arcarons. Su sede está en la población de Gurb, provincia de Barcelona (España).
La empresa, fundada y dirigida por Josep Tarradellas, empezó con una estructura familiar hasta llegar a ser una de las empresas españolas líderes del sector alimentario. Dos años después de establecerse, en 1978 crearon lo que sería uno de los principales productos de la empresa, el Espetec, un tipo de fuet atado por un solo extremo. En 1996 probó suerte con el sector de las conservas aunque sin llegar a los resultados deseados, teniendo que cerrar esa línea de negocio. Años después, la innovación en el sector alimenticio les hizo consolidarse en el mercado español al poner a la venta la primera pizza fresca, un sector de mercado nuevo en España y que con el pase de los años ha ido subiendo, mientras que el sector de las pizzas congeladas ha ido bajando.

## Productos
- 1978, Espetec.
- Patés.
- 1990, Loncheados de jamón de york y beicon.
- 1998, Pizzas frescas.
- 2005, Mixto.
- 2007, Masas frescas.

También fabrica pizzas frescas, patés, jamón york y espetec bajo la marca blanca Hacendado de la cadena de supermercados Mercadona.

## Certificados
- ISO 22000 para la seguridad alimentaria (año 2007).
- ISO 9001 (año 1995) y certificado ECA (año 2002), para la calidad de los productos y proceso.
- ISO 14001 (año 1998) y certificado EMAS (año 2000), para gestión medioambiental.
- IFS (International Featured Standards, año 2007) para la línea de paté.
- OHSAS (año 2007) para implementar, mantener y mejorar el sistema de gestión de prevención de riesgos laborales.